# Sundsvall FBC
Sundsvall FBC är en innebandyklubb i Sundsvall, Sverige. 
Genom en sammanslagning av klubbarna IBK Sundsvall och Ankarsvik BK 2018 bildades Sundsvall FBC och Sundsvall FBC Ungdom.